# Filipe Neri Ferrão
Filipe Neri António Sebastião do Rosário Ferrão (Mapuçá, Goa, 20. siječnja 1953.) indijski je katolički prelat koji služi kao nadbiskup Goe i Damana od 2004. godine. Prethodno je bio pomoćni biskup iste nadbiskupije od 1993. do 2004. godine.
Papa Franjo je 29. svibnja 2022. najavio da će Ferrãoa imenovati kardinalom. To je i učinio 27. kolovoza 2022. proglasivši ga svećenikom kardinalom dodijelivši mu naslov Santa Maria in Via.